# Annabergite
L’annabergite est une espèce minérale, composée d'arséniate hydraté de nickel, de formule Ni3(AsO4)2·8H2O avec des traces de Mg;Ca;Zn;Fe. Elle forme une série avec l'érythrite. Elle fait partie du groupe de la vivianite.

## Inventeur et étymologie
Connue depuis 1758 sous le nom de Niccolum calciforme, les premières analyses sont faites par Axel Frederik Cronstedt ; elle a été décrite par les minéralogistes Henry-James Brooke et William Hallowes Miller en 1852. Le nom dérive du topotype.

## Topotype
- Teichgräber Flacher, Frohnau, Annaberg en Saxe (Allemagne).

## Cristallographie
- Paramètres de la maille conventionnelle : a = 10.122, b = 13.284, c = 4.698, Z = 2 ; beta = 104.75° V = 610.88
- Densité calculée = 3,25

## Cristallochimie

### Le groupe de la vivianite
Les minéraux du groupe de la vivianite ont des structures très similaires. Le groupe est nommé d'après l’espèce la plus commune : la vivianite. Ce sont en général des minéraux très colorés. La formule générale pour le groupe est X3 (AO4) 2-8 (H2O), où X peut être un ion bivalent (2+) métallique tel que le cobalt, le nickel, le zinc, le fer, le magnésium ou le manganèse ; A peut être soit le phosphore ou l'arsenic. La structure est composée de couches de la molécule AO4 tétraédrique liées à la  molécule X (O, H2O)6 octaèdre. La liaison entre les couches est faible et produit des clivages micacés.
- annabergite
- baricite
- érythrite
- köttigite
- vivianite

## Gîtologie
Minéral secondaire résultant de l'oxydation de sulfo-arséniures de cobalt et nickel.

### Minéraux associés
Érythrite, gersdorffite, mauchérite, nickéline, nickelskuttérudite, retgersite.

## Synonymie
- Fleur de nickel[4]
- Niccolum calciforme (Cronstedt 1758)
- Nickel Arseniaté ( Stromeyer) [5]
- Nickel ocre ou Nickelocre (Beudant) dérive de l'allemand Nickelocker[6]
- Mine de cobalt verte (Sage)[7]

## Variété
- cabrérite (Dana 1868) : (Syn. Magnesian annabergite) variété contenant jusqu’à 6 % de MgO. Décrite initialement en Espagne Sierra Cabrera, Almería, Andalousie, qui a inspiré son nom. En dehors de cette occurrence, elle se rencontre en Grèce (Laurion) en cristaux nets pouvant atteindre 4  à   5 mm[8].
- dudgeonite : (Syn. Calcian annabergite) variété décrite par le minéralogiste Heddle en 1889[9], riche en calcium, trouvée à Pibble Mine, Creetown, Dumfries and Galloway, Écosse.

## Galerie

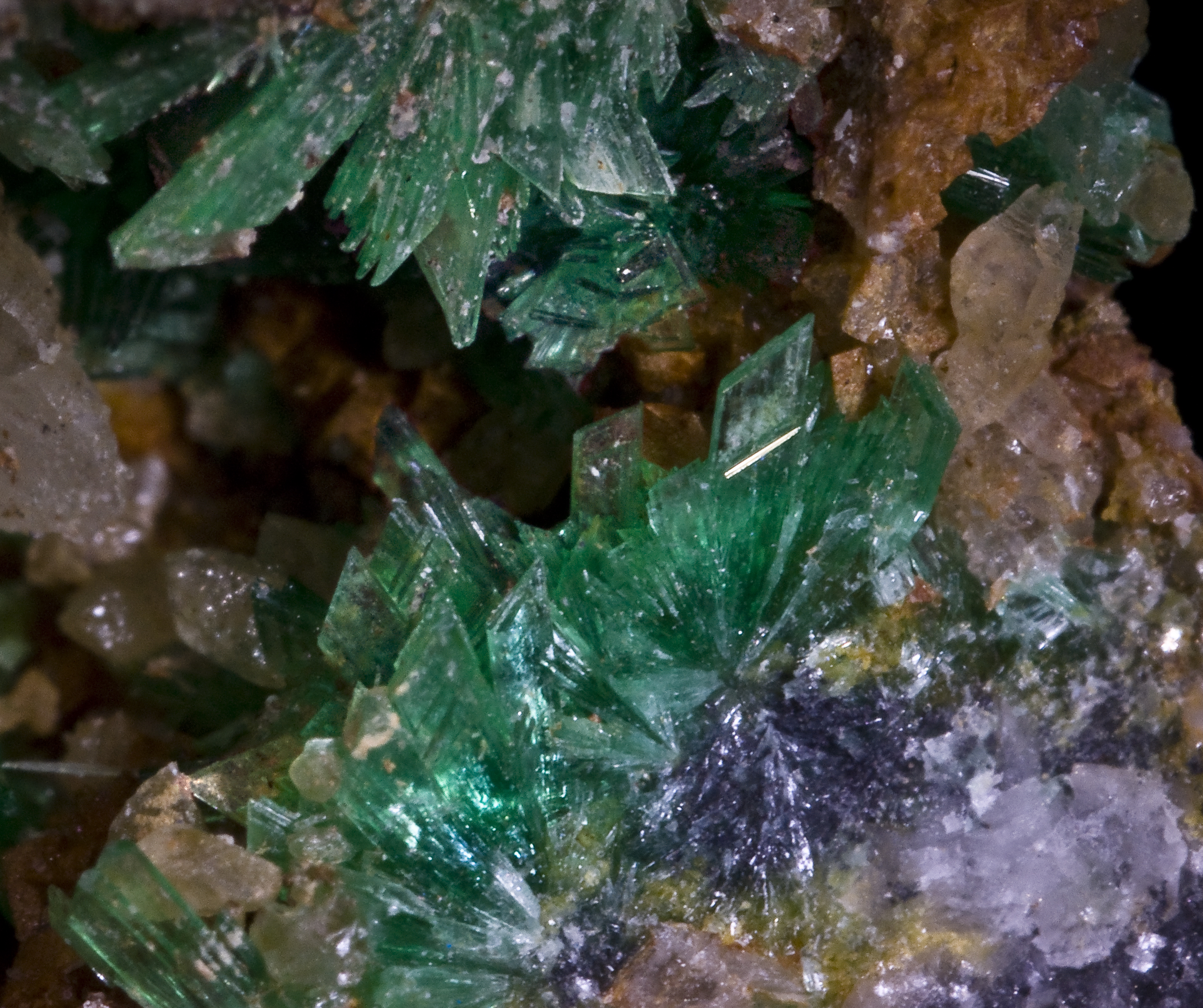
Annabergite (Variété cabrérite) - Grèce - XX4mm
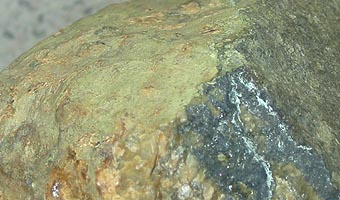
Annabergite - Slovaquie - Dobšiná (Slovenské rudohorie) Aspect le plus courant

## Gisements remarquables
- Allemagne

Teichgräber Flacher, Frohnau, Annaberg en Saxe (Allemagne).
- Canada

Mine Eastern Metals, St-Fabien-de-Panet, Comté de Beauce, Québec
New Jersey Zinc Co. roadcut, Mont-Albert, La Haute-Gaspésie RCM, Gaspésie-Îles-de-la-Madeleine, Comté Gaspé-Ouest, Québec
Carrière Poudrette, Mont Saint-Hilaire, Comté de Rouville, Montérégie, Québec
- France

Mine des Chalanches, Allemont, Isère, Rhône-Alpes.
Beyrède-Jumet, Vallée d'Aure, Hautes-Pyrénées, Midi-Pyrénées 
La Bousole, Palairac, Mouthoumet, Carcassonne, Aude, Languedoc-Roussillon 
- Grèce

Km-3 Mine, District minier du Laurion, Attique (Variété cabrérite)
- Slovaquie

Dobšiná, Dobšiná, Slovenské Rudohorie, Košický Kraj